# 醫醫，我不想再病了
《醫醫，我不想再病了》（英語：Better Be Healthy）是香港電視廣播有限公司之遊戲節目，由楊潮凱、黎諾懿主持。

## 節目內容
| 集數 | 播出日期 | 主題                                      | 嘉賓                           | 專家顧問                                                  |
| 01   | 9月30日  | 啪關節會受傷的謎思 遠離痛風元兇           | 李佳芯、陸永、C君              | 余嘉龍（西醫）、陳穎心（營養師）                          |
| 02   | 10月1日  | 食辣可引致胃潰瘍？ 認識健脾養胃湯水       | 彭金滿、湯兆昇、戴祖儀、鄺潔楹 | 姚志謙（西醫）、楊明霞（中醫）                            |
| 03   | 10月7日  | 多吃蔬果仍便秘？ 屁味反映腸道健康         | 安德尊、焦浩軒、林穎彤、狄以達 | 吳秉英（西醫）、蘇楚茹（營養師）                          |
| 04   | 10月8日  | 了解「腦毛病」徵兆 認識健腦藥材           | 區永權、陳庭欣、吳幸美、蔡康年 | 袁孟豪（西醫）、黃嘉銳（中醫）                            |
| 05   | 10月14日 | 從日常生活控制血壓 何謂主動脈撕裂？       | 馮盈盈、陳自瑤                 | 梁達智（西醫）、張欣琳（中醫）                            |
| 06   | 10月15日 | 扭傷應冷敷定熱敷？ 認清AED機用法          | 余德丞、何泳芍、江嘉敏、張秀文 | 陳良貴（西醫）、雷雄德（運動科學專家）、 李淑玶（營養師） |
| 07   | 10月21日 | 別低估骨質流失 關節受傷可大可小！         | 黃庭鋒、湯洛雯、何依婷、洪永城 | 陳諾（西醫）、盧庭威（營養師）                            |
| 08   | 10月22日 | 吃得太快增糖尿病機會？ 認清食物的升糖指數 | 陳曉華、何廣沛、丁子朗、麥美恩 | 胡依諾（西醫）、葉永生（中醫）                            |
| 09   | 10月28日 | 運動後應否進食？ 「防彈咖啡」的減肥原理   | 林盛斌、黃乙頤、關曜儁、何遠東 | 鄭楚豪（西醫）、何思儀（中醫）                            |
| 10   | 10月29日 | 認清疣與汗斑的成因 濕疹偏方可有效？       | 余英傑、陳鈞傑、張寶兒、吳若希 | 陳厚毅（西醫）、梁嘉文（營養師）                          |
| 11   | 11月4日  | 何謂健康坐姿？ 注意用電腦的姿勢           | 鄧佩儀、周奕瑋、黃婧靈、吳業坤 | 陳允灝（脊醫）、李澄琳（營養師）                          |
| 12   | 11月5日  | 乳癌與身材有關？ 女士自我檢查乳房方法     | 陸浩明、蔡嘉欣、張美妮、孫慧雪 | 黃麗珊（西醫）、何慧潔（中醫）                            |
| 13   | 11月11日 | 絲襪預防靜脈曲張？ 油漆危害不容忽視       | 鄭衍峰、黃頌明、蕭欣浩、朱智賢 | 莫昆洋（西醫）、何慧欣（中醫）、 方少萌（物理治療師）     |
| 14   | 11月12日 | 兒科奇難雜症                              | 郭子豪、海俊傑、賴慰玲、張振朗 | 劉成志（西醫）、劉嘉豪（營養師）                          |
| 15   | 11月18日 | 洗肚臍會否導致肚痛？ 拆解男士相關病症     | 林正峰、郭柏妍、森美           | 何國樑（西醫）、徐澤昌（中醫）                            |

## 收視
| 集數  | 播映日期            | 香港電視直播收視 | 備註 |
| ----- | ------------------- | ---------------- | ---- |
| 1-2   | 2021年9月30-10月1日 | 13.7點           |      |
| 3-4   | 2021年10月7-8日     | 13.4點           |      |
| 5-6   | 2021年10月14-15日   | 12.9點           |      |
| 7-8   | 2021年10月21-22日   | 14.3點           |      |
| 9-10  | 2021年10月28-29日   | 13.3點           |      |
| 11-12 | 2021年11月4-5日     | 13.6點           |      |
| 13-14 | 2021年11月11-12日   | 12.7點           |      |
| 15    | 2021年11月18日      | 13.9點           |      |

## 外部連結
- 醫醫，我不想再病了  - 主頁 - tvb.com （页面存档备份，存于）
- 《醫醫，我不想再病了》力爭成健康達人 - TVB Weekly （页面存档备份，存于）
- 《醫醫，我不想再病了》拆解都市奇難雜症 - TVB Weekly （页面存档备份，存于）

## 電視節目的變遷
| 香港 無綫電視翡翠台 星期四、五 22:30-23:05 | 香港 無綫電視翡翠台 星期四、五 22:30-23:05     | 香港 無綫電視翡翠台 星期四、五 22:30-23:05 |
| ------------------------------------------ | ---------------------------------------------- | ------------------------------------------ |
|                                            | 醫醫，我不想再病了 （2021.09.30 - 2021.11.18） |                                            |
| 代溝關注組 （2021.08.26 - 2021.09.24）     | 讀心專家 （2021.11.25 - 2021.12.30）           |                                            |